# 雨を降らす男
『雨を降らす男』（あめをふらすおとこ、原題・英語: The Rainmaker）は、1956年に製作・公開されたアメリカ合衆国の映画である。

## 概要
1954年にニューヨークで初演されたN・リチャード・ナッシュの戯曲（ジェラルディン・ペイジ主演）の映画化であり、演出を務めたジョゼフ・アンソニーが監督、バート・ランカスターとキャサリン・ヘプバーンが出演した。
弟役にエルヴィス・プレスリーが決まり、本人は豪華なキャストとの共演を喜んだものの、マネージャーが主役でないことを理由に断った。

## キャスト
| 役名               | 俳優                   | 日本語吹替 | 日本語吹替 |
| 役名               | 俳優                   | テレビ版1  | テレビ版2  |
| ------------------ | ---------------------- | ---------- | ---------- |
| ビル・スターバック | バート・ランカスター   | 久松保夫   | 久松保夫   |
| リジー             | キャサリン・ヘプバーン | 今井和子   | 鳳八千代   |
| J・S・ファイル     | ウェンデル・コーリー   |            |            |
| ノア（リジーの兄） | ロイド・ブリッジス     |            |            |
| ジム（リジーの弟） | アール・ホリマン       |            |            |
| カーリィ           | キャメロン・プリュドム | 天草四郎   |            |

- テレビ版1：初回放送1969年6月21日『劇映画』[1]
- テレビ版2：放送日1973年6月3日『サンデー洋画劇場』他

## スタッフ
- 監督：ジョゼフ・アンソニー
- 製作：ハル・B・ウォリス
- 脚本：N・リチャード・ナッシュ
- 音楽：アレックス・ノース
- 撮影：チャールズ・ラング
- 編集：ウォーレン・ロウ
- 美術：ハル・ペレイラ、ウォルター・H・タイラー
- 装置：サム・コマー、アーサー・クラムズ
- 衣裳：イーディス・ヘッド

## 映画賞受賞・ノミネーション
- 受賞
  - ゴールデングローブ賞 助演男優賞：アール・ホリマン
- ノミネーション
  - アカデミー主演女優賞：キャサリン・ヘプバーン
  - アカデミー作曲賞（劇・喜劇映画）：アレックス・ノース
  - ゴールデングローブ賞 作品賞 (ドラマ部門)
  - ゴールデングローブ賞 主演男優賞 (ドラマ部門)：バート・ランカスター
  - ゴールデングローブ賞 主演女優賞 (ドラマ部門)：キャサリン・ヘプバーン
  - 英国アカデミー賞海外女優賞：キャサリン・ヘプバーン